# The Tiger Who Came to Tea
Pour plus de détails, voir Fiche technique et Distribution.
The Tiger Who Came to Tea est un court métrage d'animation britannique réalisé par Robin Shaw et sorti en 2019, adapté du livre de Judith Kerr.

## Fiche technique
- Titre original : The Tiger Who Came to Tea
- Réalisation : Robin Shaw
- Scénario : Joanna Harrison d'après Le tigre s'invita pour le thé de Judith Kerr.
- Décors :
- Animation : Peter Dodd, Gerry Gallego, Ed Smith et Jay Wren
- Photographie :
- Montage : John Bentley
- Musique : David Arnold
- Producteur : Camilla Deakin et Ruth Fielding
  - Producteur délégué : Katie Fulford, Mia Jupp et Ann-Janine Murtagh
- Sociétés de production : Lupus Films
- Société de distribution : NBCUniversal
- Pays d'origine :  Royaume-Uni
- Langue originale : anglais
- Format : couleur
- Genre : animation
- Durée : 24 minutes et 15 secondes
- Dates de sortie :
  - Royaume-Uni : 24 décembre 2019
  - France : 15 juin 2020 (FIFA 2020)

## Distribution
- David Oyelowo : le tigre
- Clara Ross : Sophie
- Tamsin Greig : la maman
- Benedict Cumberbatch : le papa
- David Walliams : le narrateur
- Paul Whitehouse : le vendeur de lait

## Distinction
- 2020 : Prix du jury pour un spécial TV au festival international du film d'animation d'Annecy 2020.